# Mestre de San Martino alla Palma
Maestro di San Martino alla Palma foi um pintor anônimo italiano, ativo em Florença desde, ao menos, o primeiro decênio do século XIV, ligeiramente anterior a Bernardo Daddi, com quem foi confundido a princípio.
Trata-se de um artista de extraordinária qualidade dentre os que, no início do século XIV, definiram-se por uma interpretação mais gótica dos valores plásticos e monumentais que Giotto vinha então impondo à cultura florentina.